# 後藤美穂子
後藤 美穂子（ごとう みほこ、1971年4月2日 - ）は、日本の政治家、フリーアナウンサー。青森県議会議員（1期）。有限会社Mスタ所属（派遣登録）。元青森放送アナウンサー。「後藤 みほこ」「後藤 清安」（ごとう せいあん）で表記される場合もある。

## 人物・来歴
東京都墨田区出身。白百合女子大学卒業。1995年、青森放送に入社。同期は後に静岡第一テレビのアナウンサーを経て現在フリーアナウンサーの田代あい（本名：田代あおい）。「この同期2人の顔や声の区別が付かない」という視聴者からの声が多かったため、テレビ番組で特集が組まれたこともある。
2003年3月に退社しフリーに転向したが、その後も青森放送の番組に何本か出演している。
2023年1月25日、同年4月9日に行われるの青森県議会議員選挙に青森市選挙区から参政党公認で後藤 清安名義で立候補することを表明し投開票の結果、候補者12人中9位の5735票を獲得して初当選した。
ところが当選後に移住実態がなかったとして4月26日までに2人の県民から当選無効を求める異議申し立てがあった。青森県選挙管理委員会は30日以内に移住要件を満たしていたかどうかの調査したところ、青森市で生活したことを示す、食費や生活費の支出などが確認されたとして9月8日付でこれらの申し立てを棄却した。

## 出演

### フリー転向後
- 「オンテナ」（TBSラジオ　2005年4月～2007年3月）
- 「清水圭のどんと来い!下北・秋編／春編」（青森放送）
- 「清水圭・王国あんびしゃす」（青森放送）
- 「清水圭のええで～!あおもり」（青森放送）
- 「セインとボビーのエネルギー笑劇場」（青森県の企画・制作）
- 「Eメッセージ」（青森放送）
- 「ふらりフライト旅気分」（名古屋・三重編ほか、青森放送）

### 青森放送在籍時
- 生テレビ
- RABニュースレーダー・天気キャスター
- HARBEST
- 東奥日報ニュース
- 土曜の夜はMipoとアラモード（ラジオ）
- 美穂子と120分タウリンビート20（ラジオ）
- モーニングプロナード（ラジオ）
- お昼はいただきミュージックランチ（ラジオ）
- あおもりTODAY（ラジオ）